# Cattedrale di Cristo Re (Panevėžys)
La cattedrale di Cristo Re (in lituano: Kristaus Karaliaus katedra) è la cattedrale cattolica di Panevėžys, in Lituania, e sede della diocesi di Panevėžys.

## Storia
Nel 1860 il vescovo Motiejus Valančius ha iniziato i preparativi per la costruzione di una nuova chiesa a Panevėžys. Tuttavia, dopo la rivolta del 1863, le autorità zariste promossero la russificazione della regione e la soppressione della Chiesa cattolica, proibendo la costruzione di nuove chiese cattoliche. Il permesso per la costruzione è stato ottenuto nel 1904, ma il lavoro è stato ritardato dalla guerra russo-giapponese e dalla rivoluzione del 1905 fino al 1908, quando vennero erette una canonica ed una cappella provvisoria.
Dopo la prima guerra mondiale la costruzione è stata procrastinata fino all'aprile 1926, quando Papa Pio XI ha eretto la diocesi di Panevėžys. La cappella venne ampliata dall'architetto Rytis Steikūnas e dall'ingegnere Aleksandras Gordevičius, al fine di poter fungere da cattedrale. Il nuovo edificio, ancora incompiuto, è stata benedetto da Jonas Mačiulis il 4 marzo del 1930. La cattedrale è stata consacrata nel corso di un congresso eucaristico il 30 giugno 1933 da Juozapas Skvireckas, arcivescovo di Kaunas. L'interno è stato decorato dal pittore locale Povilas Puzinas tra il 1938 ed il 1939.